# 毛叶藤仲
毛叶藤仲（学名：Chonemorpha valvata）为夹竹桃科鹿角藤属的植物。分布于泰国、缅甸以及中国大陆的云南等地，生长于海拔900米至1,600米的地区，多生在山地密林中以及沟谷阴湿地方，目前尚未由人工引种栽培。

## 别名
刹抢龙喃（傣语）